# Standortmunitionsniederlage
Eine Standortmunitionsniederlage (StOMunNdl) war eine ortsfeste militärische Einrichtung der Bundeswehr. Sie diente der Lagerung (dem Niederlegen) von Munition für die im Standort stationierten Truppenteile, die auch für deren Bewachung verantwortlich waren. Aufgrund der Bedrohungslage während des Kalten Krieges war es erforderlich, dass die Truppe im Alarmierungsfall schnell auf Munition zugreifen konnte. Die Standortmunitionsniederlagen gehörten zum Territorialheer.

## Bezeichnung
Die Standortmunitionsniederlagen  waren mit einer vierstelligen Ziffernfolge bezeichnet, wobei zwischen der dritten und vierten Ziffer ein Schrägstrich war (z. B. Standortmunitionsniederlage 352/1). Die erste Ziffer entsprach der Nummer des Wehrbereichskommandos (WBK), die ersten beiden Ziffern der Nummer des Verteidigungsbezirkskommandos (VBK) und die ersten drei Ziffern der Nummer des Verteidigungskreiskommandos (VKK), in dessen Bereich die Standortmunitionsniederlage war. Die Ziffer hinter dem Schrägstrich war eine fortlaufende Nummer der Standortmunitionsniederlagen innerhalb desselben Verteidigungskreiskommandos (bis zu sechs). Die Standortmunitionsniederlage im Beispiel war also die erste im Bereich des VKK 352, welche dem VBK 35 unterstand, welche wiederum dem WBK III unterstellt war.

## Anlage
Die Anlage der Standortmunitionsniederlagen richtete sich nach dem Bedarf der zu versorgenden Truppenteile. Demnach waren sie in die Typen A bis K kategorisiert. Sie lagen meist in bewaldetem Gebiet und bestanden grundsätzlich aus einem eingezäunten Bereich mit Wachhaus und mehreren Munitionslagerhäusern (Bunkern), die durch eine Ringstraße miteinander verbunden waren. So konnten munitionsliefernde oder -abholende Fahrzeuge das Gelände ohne Wenden befahren und verlassen. Standortmunitionsniederlagen waren Militärische Sicherheitsbereiche.

## Sondermunitionslager
Eine besondere Form der Standortmunitionsniederlage waren die Sondermunitionslager, auch „Munitionsniederlage Typ K“ genannt. Sie dienten der Bevorratung von amerikanischen taktischen Kernwaffen. Dies war insbesondere in den Standortbereichen der Fall, in denen deutsche Truppenteile waren, die im Verteidigungsfall im Rahmen der Nukleare Teilhabe Kernwaffen eingesetzt hätten. Meist umfassten diese Lager auch einen Bereich für die Lagerung konventioneller Munition.

## Geschichte
Am 20. Januar 1969 ereignete sich in der Standortmunitionsniederlage 461/1 im heutigen Lebach-Landsweiler der Soldatenmord von Lebach.
Nach Ende des Kalten Krieges änderte sich die militärische Bedrohungslage Deutschlands grundlegend. Eine ständige Munitionsbevorratung nahe der Truppe war nicht mehr erforderlich. Daher wurden die meisten der etwa 150 Standortmunitionsniederlagen in den 1990er Jahren geschlossen. Die Versorgung der Truppe mit Munition erfolgt seither von zentralen Munitionslagern des militärischen Organisationsbereichs Streitkräftebasis.
Munitionniederlagen befinden sich heute noch auf Truppenübungsplätzen und in der Nähe von Militärflugplätzen.